# Otosnica
Otosnica (macedónul: Отошница) település Észak-Macedóniában, a Északkeleti körzetben, Rankovce községben.

## Népesség
| Lakosok száma | 878  | 965  | 997  | 680  | 377  | 186  | 154  | 105  | 61   |
|               | 1948 | 1953 | 1961 | 1971 | 1981 | 1991 | 1994 | 2002 | 2021 |

- 2002-ben 105 lakosa volt, akik mindannyian macedónok.